# Parafia Narodzenia Najświętszej Maryi Panny w Szydłówku
Parafia pw. Narodzenia Najświętszej Maryi Panny w Szydłówku – rzymskokatolicka parafia skupiająca poza wsią Szydłówek także Osiedle Wschód będące częścią Szydłowca. Parafia jest częścią dekanatu szydłowieckiego, przynależącego do diecezji radomskiej.

## Obszar
- Szydłówek – siedziba
- Szydłowiec (os. Wschód), ulice: Jachowskiego, Jastrzębska, Piękna, Reymonta, Różana, Spółdzielcza, Staszica, Prusa, Wschodnia (część północna)[1].

## Historia
Historia parafii pw. Narodzenia Najświętszej Maryi Panny w Szydłówku rozpoczyna się 29 sierpnia 1982 r. przeniesieniem krzyża spod kościoła św. Zygmunta w Szydłowcu i ustawieniem go na placu ofiarowanym przez małżeństwo Adelę i Jacka Jakubowskich w Szydłówku.
Początkowo msze św. odprawiane były pod gołym niebem, przy krzyżu, ale już 3 października 1982 r. została odprawiona pierwsza msza św. w nowo zbudowanej prowizorycznej kaplicy. 12 grudnia kaplica została poświęcona.
7 lipca 1983 r. rozpoczęto budowę Punktu Katechetycznego, a 26 października 1985 r. ks. bp Stanisław Sygnet dokonał jego poświęcenia. 16 maja 1988 r. rozpoczęto budowę kościoła, przerwaną po kilku tygodniach. Budowę wznowiono po rocznej przerwie i zmianie architekta.
1 maja 1994 r. – pierwsza Msza św. i pierwsza komunia św. w nowym, nie dokończonym jeszcze kościele. 6 listopada 1994 r. ks. biskup ordynariusz Edward Materski dokonał poświęcenia kościoła. 20 października 1996 r. – uroczysta konsekracja kościoła pw. Narodzenia NMP w Szydłówku. Jego projektantami byli: inż. Józef Bartos – architekt i inż. Bogdan Ciok – konstruktor.
Od 22 do 27 marca 1998 r. odbywały się pierwsze w parafii misje św. przygotowujące wiernych do Jubileuszu Roku 2000.
29 listopada 1999 r. w uroczystość Chrystusa Króla nowy ordynariusz diecezji radomskiej biskup Jan Chrapek poświęcił dzwonnicę jako wotum parafii Szydłówek na Jubileuszowy Rok 2000. Wieża ma 43 metry wysokości, połączona jest z kościołem arkadą. W zwieńczeniu arkady znajduje się kartusz z napisem A.D. 2000.
11 listopada 2000 r. Szydłówek przeżywa uroczystość Nawiedzenia Figury Świętej Bożej Rodzicielki wędrującej po parafiach Diecezji Radomskiej z okazji Wielkiego Jubileuszu Roku 2000. Świątynia nie pomieściła wszystkich wiernych, którzy przybyli powitać Matkę Bożą.
8 września 2001 r. w uroczystość odpustową Narodzenia NMP ks. biskup Adam Odzimek dokonał wizytacji kanonicznej parafii.

## Stan obecny
Jedyną świątynią parafii jest kościół parafialny Narodzenia NMP w Szydłówku. Parafia korzysta z cmentarza parafii św. Zygmunta.

## Duchowni
- ks. kan. Krzysztof Śliwak (proboszcz od 1982)
- ks. mgr Konrad Kapcia (wikariusz)

## Grupy parafialne
LSO, KSM, KŻR.